# 波拉里斯冰川
64°14′S 59°31′W / 64.233°S 59.517°W

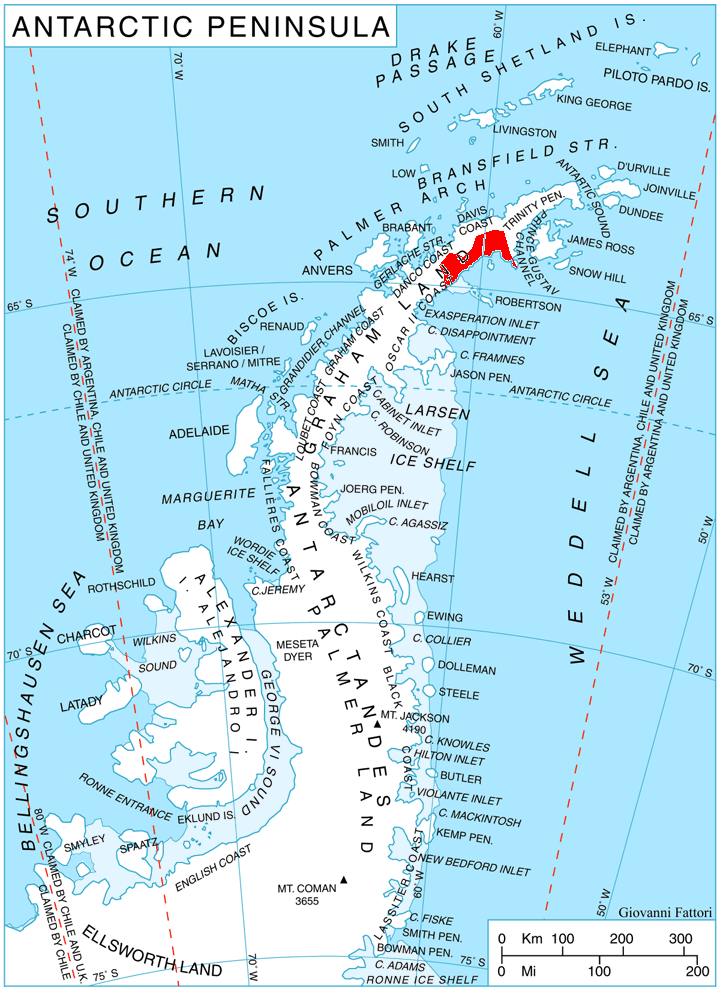

波拉里斯冰川是南極洲的冰川，位於葛拉漢地北部，流經皮克冰川和埃利亞松冰川之間，全長7公里，該冰川根據英國探險隊的測量被繪入地圖。

## 外部連結
- SCAR Composite Antarctic Gazetteer（页面存档备份，存于）.